# Atherinosoma
Atherinosoma is een geslacht van straalvinnige vissen uit de familie van koornaarvissen (Atherinidae).

## Soorten
- Atherinosoma elongata Klunzinger, 1879
- Atherinosoma microstoma Günther, 1861